# (284) Amalia
(284) Amalia – planetoida z pasa głównego asteroid okrążająca Słońce w ciągu 3 lat i 328 dni w średniej odległości 2,36 j.a. Została odkryta 29 maja 1889 w Observatoire de Nice w Nicei przez Auguste Charloisa. Pochodzenie nazwy planetoidy nie jest znane.